# Krokodýl: Poslední drak
Krokodýl: Poslední drak (Crocodiles: The Last Dragon) je španělský dokumentární film. Zabývá se krokodýly a jejich historií. Dokument zkoumá to, kolik druhů krokodýlů žije v současné době a jaké je tajemství jejich evolučního úspěchu. V Česku je vysílán např. na Viasat Nature.